# Gran Premio degli Stati Uniti d'America-Est
Gran Premio degli Stati Uniti d'America-Est è stata la denominazione utilizzata dal Gran Premio degli Stati Uniti di Formula 1 in programma a Watkins Glen dal 1976 al 1980 per distinguerlo dalla gara di Long Beach, denominata Gran Premio degli Stati Uniti d'America-Ovest. 

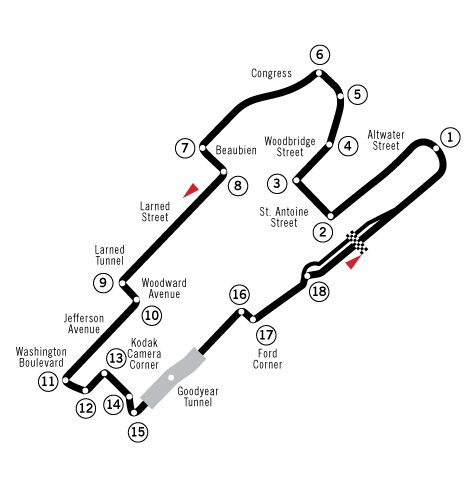
Tracciato del circuito di Detroit

Per motivi economici l'evento nel 1981 non si disputò mentre nelle stagioni dal 1982 al 1984 venne spostato a Detroit (sede della Ford).

## Albo d'oro
| anno | circuito        | pilota            | vettura         | resoconto       |
| ---- | --------------- | ----------------- | --------------- | --------------- |
| 1976 | Watkins Glen    | James Hunt        | McLaren-Ford    | Resoconto       |
| 1977 | Watkins Glen    | James Hunt        | McLaren-Ford    | Resoconto       |
| 1978 | Watkins Glen    | Carlos Reutemann  | Ferrari         | Resoconto       |
| 1979 | Watkins Glen    | Gilles Villeneuve | Ferrari         | Resoconto       |
| 1980 | Watkins Glen    | Alan Jones        | Williams-Ford   | Resoconto       |
| 1981 | Non disputatosi | Non disputatosi   | Non disputatosi | Non disputatosi |
| 1982 | Detroit         | John Watson       | McLaren-Ford    | Resoconto       |
| 1983 | Detroit         | Michele Alboreto  | Tyrrell-Ford    | Resoconto       |
| 1984 | Detroit         | Nelson Piquet     | Brabham-BMW     | Resoconto       |